# Zatoka skalista dolna

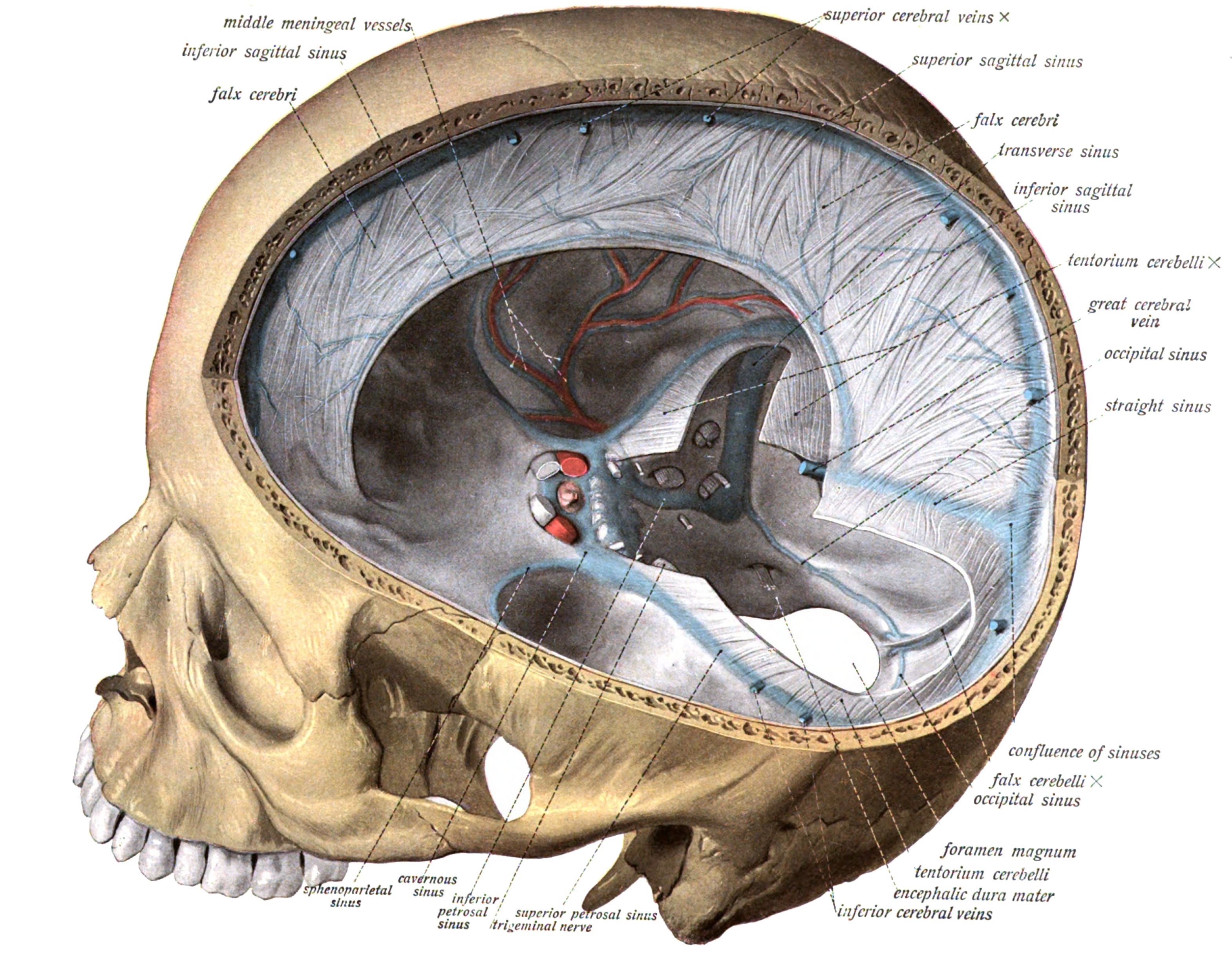
Zatoki opony twardej. Zatoka skalista dolna podpisana inferior petrosal sinus.

Zatoka skalista dolna (łac. sinus petrosus inferior) – w anatomii człowieka parzysta zatoka opony twardej mózgowia, należąca do grupy dolnej (przednio-dolnej) zatok. Biegnie w bruździe zatoki skalistej dolnej na pograniczu kości potylicznej i części skalistej kości skroniowej, wzdłuż chrząstkozrostu skalisto-potylicznego. Jest dolnym, większym odpływem zatoki jamistej, prowadząc z niej krew do opuszki żyły szyjnej wewnętrznej. Wpadają do niej także żyły móżdżku, pnia mózgu i ucha wewnętrznego. Zatoka skalista dolna obustronnie łączy się ze splotem podstawnym, leżącym na stoku.